# 臺南市私立六信高級中學
臺南市六信高級中學簡稱六信高中是一所位於臺南市南區的私立高中，為台灣橄欖球名校，與建國中學有「北建中南六信」的稱號。

## 校史
- 1957年6月台南市第六信用合作社蘇故理事主席螢田先生及全體理監事會委員，設立六信高級商業職業補習學校。
- 1958年8月台南市私立六信高級商業職業學校正式成立並招生。
- 1963年增設初級部。
- 1970年7月政府實施國民義務教育，該校奉令改制，停招初中部，並改校名為高級商業學校。
- 1971年8月，為響應政府推行職業教育之政策，並培育社會失學青年，再核准附設商業職業補習學校，招收升中、 高級部失學青年。
- 1984年廢除國際貿易事務科增設家事類美容科。
- 1986年5月更名臺南市私立六信高級家事商業職業學校。
- 1987年8月增設幼兒保育科。
- 1988年4月增設資料處理科。
- 1991年8月增設輪調式美容科、實用技能班美髮技術科。
- 1999年8月增設餐飲管理
- 2000年8月增設實用技能班餐飲技術科。
- 2001年增設綜合高中、實用技能班商用資訊科
- 2002年8月1日起獲教育部同意正式改制為臺南市六信高級中學，增設普通科。
- 2005年6月停辦資料處理科。
- 2008年8月起停辦綜合高中、增設可直升遠東科技大學的餐飲建教產學攜手專班及資料處理科建教班。
- 2015年1月新設實用技能班寵物經營科
- 2017年響應政府新南向政策，增設3+4產學攜手僑生專班餐飲管理科。
- 2018年增設3+4產學攜手僑生專班資料處理科。
- 2019年增設3+4產學攜手僑生專班時尚造型科。
- 2020年增設3+4產學攜手僑生專班資訊科。

## 開設科系班別
- 正規班
  - 普通高中

- 實用技能班
  - 餐飲技術科
  - 烘焙食品科
  - 寵物經營科

- 建教班
  - 餐飲管理科

- 產學攜手僑生建教專班
  - 資訊科
  - 烘焙食品科
  - 資料處理科
  - 餐飲管理科

## 外部連結
六信高級中學 （页面存档备份，存于）